# 유틸리티 머핀 리서치 키친
유틸리티 머핀 리서치 키친(Utility Muffin Research Kitchen, UMRK)은 미국의 가수 프랭크 자파가 지어 많은 곡을 녹음한 녹음실이다. 1979년 9월 1일 할리우드힐스에 위치한 집에서 완성되었으며, 1980년 7월 《You Are What You Is》를 발매하였다. 2016년부터는 레이디 가가가 소유하게 되었으며, 6번째 정규 음반 《Chromatica》를 녹음할 때 사용하였다.

## 대중문화
유틸리티 머핀 리서치 키친이라는 이름이 처음으로 알려지게 된건 1975년 음반 《Bongo Fury》에 수록된 곡 〈Muffin Man〉을 통해서였다.